# Norberto Madurga
Norberto Rubén Madurga (Liniers, Ciudad de Buenos Aires, Argentina, 29 de diciembre de 1944), conocido por su apodo «Muñeco», es un exfutbolista argentino que se desempeñaba en la posición de mediocampista.
Tuvo un destacado paso por el Club Atlético Boca Juniors, club en el cual se mantuvo durante un total de 5 años y donde cosechó grandes actuaciones. Con el conjunto «xeneize» conquistó 3 títulos, el Torneo Nacional de 1969, el Torneo Metropolitano de 1970 y la Copa Argentina de 1969.
Fue autor de dos de los goles más importantes en la historia del Superclásico del fútbol argentino, cuando le convirtió dos tantos al Club Atlético River Plate que le permitieron al equipo «xeneize» consagrarse y dar la vuelta olímpica en el Monumental.
Fue internacional con la Selección de Fútbol de Argentina durante 11 encuentros, marcando 3 goles.
Luego de su retiro, se dedicó al descubrimiento de jóvenes talentos y formación de los mismos para el Club Atlético Boca Juniors.

## Biografía
Con paso en inferiores por Vélez Sarsfield, y después a Racing (5ª división), quedó libre por decisión del director técnico. Anduvo por Lincoln en 1963 hasta que tras jugar un partido fue captado y acercado a Atlanta, para jugar en 3ª división. 
Volante derecho y central. Ganó 3 títulos: los Campeonatos nacionales de 1969 y 1970, y la Copa Argentina 1969 con Boca Juniors.
Jugó 11 encuentros en la Selección Argentina y marcó 3 goles, debutando el 4 de marzo de 1970 ante Brasil (2:0). Llegó desde Club Atlético Atlanta, gracias a Bernardo Gandulla.
Su debut en Boca Juniors fue en la Copa Libertadores de América de 1966, partido en donde le marcó 1 gol a River en el empate 2:2. Un jugador notable, bien dotado y que solía realizar habilitaciones por sorpresa. Reemplazó a Antonio Rattín (ídolo «xeneize») como volante central, aunque con otras características de juego.
Marcó la diferencia con sus apariciones en el ataque, como en los dos goles históricos que le marcó a River, el 14 de diciembre de 1969, cuando Boca dio la vuelta olímpica en el Monumental tras empatar 2:2.
A fines de 1971 fue transferido al Palmeiras de Brasil.
Luego de su paso por primera tuvo participaciones en torneos regionales. En el año 1976 jugó para Alumni de Villa María y en el 77 para Estudiantes de Río IV.
En 1980, llegó a jugar un torneo Regional, de una categoría de las más bajas del país, para Gimnasia de Chivilcoy y también ese año se quedó para disputar el torneo de la liga local.
Fue tal la repercusión que tuvo como figura del fútbol, que su casamiento en 1971 fue televisado. y en 1971 intervino en el filme Paula contra la mitad más uno.
El jueves 12 de noviembre de 2015 , en La Botica del Ángel –reducto cultural legado por Eduardo Bergara Leumann- recibió distinción a la trayectoria del Centro de Estudios y Difusión de la Cultura Popular Argentina (CEDICUPO) de manos del presidente de dicho organismo José Valle.

## Clubes
| Club                  | País      | Año       |
| --------------------- | --------- | --------- |
| Boca Juniors          | Argentina | 1966-1971 |
| Palmeiras             | Brasil    | 1972-1973 |
| Banfield              | Argentina | 1975      |
| Alumni                | Argentina | 1976      |
| Estudiantes de Río IV | Argentina | 1977      |
| Cerro                 | Uruguay   | 1977-1978 |
| Gimnasia de Chivilcoy | Argentina | 1980      |

## Palmarés

### Como jugador

#### Campeonatos estatales
| Título              | Club      | Estado    | Año  |
| ------------------- | --------- | --------- | ---- |
| Campeonato Paulista | Palmeiras | São Paulo | 1972 |

#### Campeonatos nacionales
| Título           | Club         | País      | Año    |
| ---------------- | ------------ | --------- | ------ |
| Primera División | Boca Juniors | Argentina | N-1969 |
| Copa Argentina   | Boca Juniors | Argentina | 1969   |
| Primera División | Boca Juniors | Argentina | N-1970 |
| Serie A          | Palmeiras    | Brasil    | 1972   |